# Пйотрковічкі
Пйотрковічкі (пол. Piotrkowiczki) — село в Польщі, у гміні Вішня-Мала Тшебницького повіту Нижньосілезького воєводства.
Населення — 372 особи (2011).
У 1975-1998 роках село належало до Вроцлавського воєводства.

## Демографія
Демографічна структура станом на 31 березня 2011 року:
|          | Загалом | Допрацездатний вік | Працездатний вік | Постпрацездатний вік |
| -------- | ------- | ------------------ | ---------------- | -------------------- |
| Чоловіки | 182     | 28                 | 146              | 8                    |
| Жінки    | 190     | 40                 | 110              | 40                   |
| Разом    | 372     | 68                 | 256              | 48                   |